# Lanceola borealis
Lanceola borealis är en kräftdjursart som beskrevs av Charles Spence Bate och John Obadiah Westwood 1868. Lanceola borealis ingår i släktet Lanceola och familjen Lanceolidae. Inga underarter finns listade i Catalogue of Life.